# ممنوع الدخول (فلم هندي)
ممنوع الدخول (بالإنجليزية: No Entry) هو فيلم هندي من بطولة سلمان خان ولارا دوتا وبيباشا باسو إلى جانب مجموعة من الممثلين ك إيشا ديول وأنيل كابور، صدر الفيلم في (26 من أغسطس 2005).

## الممثلين
- سلمان خان
- أنيل كابور
- فاردين خان
- بيباشا باسو
- سيلينا جايتلي
- لارا دوتا

## وصلات خارجية
- مقالات تستعمل روابط فنية بلا صلة مع ويكي بيانات

1. ↑  "معلومات عن ممنوع الدخول (فيلم هندي) على موقع musicbrainz.org". musicbrainz.org. مؤرشف من الأصل في 2019-06-12.
2. ↑  "معلومات عن ممنوع الدخول (فيلم هندي) على موقع ssl.ofdb.de". ssl.ofdb.de. مؤرشف من الأصل في 2020-08-28.
3. ↑  "معلومات عن ممنوع الدخول (فيلم هندي) على موقع zweitausendeins.de". zweitausendeins.de. مؤرشف من الأصل في 2019-12-14.